# 佐藤京一
佐藤 京一（さとう きょういち、1936年12月29日 - ）は、日本の俳優。高知県出身。本名同じ。別芸名は神母 英郎。

## 来歴・人物
身長180cm・体重92kgの大柄な体格と厳つい強面を活かし、アクション映画・ヤクザ映画・刑事ドラマで凄味のある悪役として活躍。居合の達人としても知られ、時代劇では斬られ役ながら凄腕の刺客や用心棒などをさまざまに演じ、迫力満点の豪快な殺陣を見せた。その才能と個性は若山富三郎からも高く評価され、『極道シリーズ』をはじめ共演作品は数多い。晩年は時代劇の舞台公演などに出演。1960年代から親交が続いている北島三郎の特別公演への出演機会が多かった。また、三男がブラジル・リオデジャネイロの総領事館に勤務。ブラジル国籍の孫がいる。
時代劇研究家・春日太一が2014年11月30日にツイッターで佐藤が既に亡くなっていることが明かされているが、詳細は不明である。

## 出演作品

### 映画
- 忍法忠臣蔵（1965年、東映） - 萬軍記
- 獣の剣（1965年、松竹） - 丑松
- 兄弟仁義（1966年、東映） - 武井唐助
- 昭和残侠伝 一匹狼（1966年、東映） - 竜巻の寅
- 牙狼之介（1966年、東映） - 先生
- 網走番外地 決斗零下30度（1967年、東映） - 森口
- 網走番外地 悪への挑戦（1967年、東映） - 中根
- 十一人の侍（1967年、東映） - 犬飼主膳
- 極道（1968年、東映） - 栗原守
- 獄中の顔役（1968年、東映） - 仁王の三吉
- 博徒解散式（1968年、東映） - 刑事
- 馬賊やくざ（1968年、東映） - 林青虎
- 黒蜥蜴（1968年、松竹） - 大川
- 燃えつきた地図（1968年） - 大男
- 新網走番外地 流人岬の血斗（1969年、東映） - 早瀬
- 不良番長 練鑑ブルース（1969年、東映） - 関東挺心会幹部・三好
- 悪名一番勝負（1969年、大映） - やくざ
- 新網走番外地 さいはての流れ者（1969年、東映） - 根来
- 御用金（1969年、東宝） - 荒井道寛
- 人斬り（1969年、大映） - 刺客
- 不良番長 王手飛車（1970年、東映）
- 博徒一家（1970年、東映） - 三谷
- シルクハットの大親分（1970年、東映） - 瀬良源蔵
- 富士山頂 (映画)（1970年、石原プロ）
- 新網走番外地 大森林の決斗（1970年、東映）
- 戦争と人間 第一部「運命の序曲」（1970年、日活） - 花谷大尉
- 不良番長 暴走バギー団（1970年、東映） - 松永
- 新宿の与太者（1970年、東映）
- カポネの舎弟 やまと魂（1971年、東映） - 牧
- 極悪坊主 飲む打つ買う（1971年、東映） - 城戸鱗吉
- 日本悪人伝（1971年、東映） - 津賀沼竜三
- やくざ刑事 俺たちに墓はない（1971年、東映）
- ポルノの帝王（1971年、東映） - 座間
- ギャング対ギャング　赤と黒のブルース（1972年、東映）-千田
- 極道罷り通る（1972年、東映） - 竜三
- 新網走番外地 嵐呼ぶダンプ仁義（1972年、東映） - 小寅
- 賞金首 一瞬八人斬り（1972年、東映） - 疾風
- 女囚さそり 第41雑居房（1972年、東映） - 田所
- ポルノ時代劇 忘八武士道（1973年、東映） - 片目の勘次
- 釜ヶ崎極道（1973年、東映） - 修
- 海軍横須賀刑務所（1973年、東映） - 工藤
- 子連れ狼 地獄へ行くぞ! 大五郎（1974年、東宝） - 清田竜之介
- 新仁義なき戦い（1974年、東映） - 大石
- 大脱獄（1975年、東映） - 加賀見
- 少林寺拳法 (1975年、東映) - 加賀
- 若い貴族たち 13階段のマキ（1975年、東映） - タコ坊主
- 暴動島根刑務所（1975年、東映） - 草律忠
- トラック野郎・爆走一番星（1975年、東映） - ボルサリーノ3
- 必殺女拳士（1976年、東映） - 犬飼
- やさぐれ刑事（でか）（1976年、松竹） - 岩城
- トラック野郎・男一匹桃次郎（1977年、東映） - 愚連隊B
- 多羅尾伴内（1978年、東映） - 楊伝明
- 雲霧仁左衛門（1978年、松竹） - 柳助次郎
- 遙かなる山の呼び声（1980年、松竹） - 虻田次郎 ※神母 英郎名義。
- 女猫（1983年、にっかつ） - 三上
- 北の螢（1984年、東映） - 重松伝蔵
- 刑事物語 くろしおの詩（1985年、東宝） - 太作
- 狗神 INUGAMI（2001年、東宝） - 味元

など

### テレビドラマ
- 甲州遊侠伝 俺はども安 第15話「無頼の掟」（1965年、CX / 国際放映）
- 特別機動捜査隊（NET / 東映）
  - 第203話「白い愛の橋」（1965年）
  - 第380話「人形は生きている」（1969年）- 浅倉
  - 第494話「娼婦の流れ唄」（1971年） - 源次
  - 第760話「三億円エレジー」（1976年） - 黒岩
  - 第798話「大都会の魔手」（1977年） - 海堂竜吉
- 刑事（1965年、CX / 国際放映） - 青島刑事
- 三匹の侍（CX）
  - 第4シリーズ 第6話「血と砂金」（1966年）
  - 新三匹の侍（1970年）
    - 第2話「申の刻には獣が死ぬ」 - 丸目市蔵
    - 第9話「巡礼女の唄が聞える」 - 多門伝三郎
- 剣 第1話「天下一の剣豪」（1967年、NTV / C.A.L）
- 仮面の忍者 赤影 第40話「魔風忍者の来襲」（1968年、KTV / 東映） - 薄影
- 風 第27話「群狼の町」（1968年、TBS / 松竹）
- ローンウルフ 一匹狼 第34話「愛と憎しみの果てに」（1968年、NTV / 東映）
- キイハンター（TBS / 東映）
  - 第3話「誘拐の城」（1968年）
  - 第15話「殺人ドライブ」（1968年）
  - 第42話「情無用の殺人旅行」（1969年）
  - 第159話「腰抜けギャング がい骨争奪戦」（1971年）
  - 第198話「頑張れ! 小便小僧危機一発」（1972年）
  - 第199話「ヨーイ・ドン! 日米ボウリング大作戦」（1972年）
  - 第209話「がい骨は赤と緑のパンツが大好き!」（1972年）
  - 第220話「大追跡! 殺しのしのび逢い」（1972年）
- プロファイター 第13話「冷やかな微笑の女」（1969年、NTV / 宝塚映画）
- プレイガールシリーズ（12ch / 東映）
  - プレイガール
    - 第6話「女は裸で勝負する 」 (1969年)
    - 第52話「鉄火肌けんか仁義」（1971年） - 三郎
    - 第169話「欺す女にだまされて」（1972年） - 成田金太郎
    - 第188話「ギャングが女湯に入ってきた」（1972年） - 柳田
    - 第212話「真夜中の愛の狩人」（1973年） - 深沢
    - 第252話「銀嶺に燃える裸女」（1974年） - 中井
    - 第283話「謎の社長怪死事件」（1974年） - 八田剛

  - プレイガールQ 第8話「現代オカルト美女仕掛人」(1974年） - 赤沢
- 日本任侠伝 第1話「国定忠治」（1969年、NET / 東映） - 主馬
- 無用ノ介 第3話「吹雪が無用ノ介の肩で舞う」（1969年、NTV / 国際放映） - 鑓道の銀三
- 女殺し屋 花笠お竜 第3話「狂犬の歌がきこえる」（1969年、12ch / 国際放映）
- 素浪人 花山大吉（NET / 東映）
  - 第30話「歴史に残る妻だった」（1969年） - 並木一馬
  - 第60話「災難ひろうバカもいた」（1970年） - 川端弥九郎
  - 第68話「道は地獄へつづいていた」（1970年） - 人斬り安
  - 第91話「首になるほど惚れていた」（1970年） - 若原左門
- ゴールドアイ 第23話「地下水路大追跡」（1970年、NTV / 東映）
- 一心太助 第14話「人情勧進相撲」（1972年、CX / 国際放映） - 鬼六
- 超人バロム・1 第2話「呪いの怪人フランケルゲ」（1972年、YTV / 東映） - 強盗殺人犯・黒里徹（フランケルゲ人間態）
- お祭り銀次捕物帳 第9話「うそつき寅は見た!」（1972年、CX / 東映） - 政五郎
- さすらいの狼 （1972年、NET / 東映）
  - 第9話「竜が怒る剣の舞」
  - 第10話「竜が見棄てた逃亡者」
- 仮面ライダーシリーズ（MBS / 東映）
  - 仮面ライダー 第71話「怪人アブゴメス 六甲山大ついせき!」（1972年） - サングラスの男（アブゴメス人間態）
  - 仮面ライダーV3 第36話「空の魔人 ツバサ軍団」（1973年） - 修行僧（火炎コンドル人間態）
  - 仮面ライダーX 第2話「走れクルーザー! Xライダー!!」（1974年） - 八百吉（パニック人間態）
- 緊急指令10-4・10-10 第11話「妖怪・どろ人間」（1972年、NET / 円谷プロ） - 大橋
- 忍法かげろう斬り 第26話「鷹はまた飛ぶ!」（1972年、KTV / 東映） - 風魔左源太
- 怪談 第10話「雪おんな」（1972年、MBS） - 若者頭
- 無宿侍 第2話「皆殺しの宿場」（1973年、CX / 国際放映）
- 非情のライセンス（NET / 東映）
  - 第1シリーズ（1973年）
    - 第5話「兇悪の華」 - 吉村
    - 第34話「兇悪の遊戯」 - 西城邦男

  - 第2シリーズ
    - 第3話「兇悪の序曲」（1974年） - 入道
    - 第26話「兇悪の友情」（1975年） - 高松組の男
    - 第58話「兇悪の雨に濡れて」（1975年） - 関東菱田会の男
    - 第64話「兇悪の失恋」（1976年） - 三次
    - 第87話「兇悪の弾痕」（1976年） - 足立俊次
    - 第104話「背任」（1976年） - 岩城
- 水戸黄門（TBS / C.A.L）
  - 第2部 第11話「四人の無法者 -能代-」（1970年12月7日） - 塩平
  - 第4部 第14話「落ちて来たおしら様 -弘前-」（1973年4月23日） - 勘太
  - 第7部 第31話「助さん格さん子守唄 -渋川-」（1976年12月20日） - 浪人
  - 第14部 第21話「鬼が棲んでた地獄島 -佐渡-」（1984年3月19日） - 大垣源之進
  - 第19部 第1話〜第2話、第4話～第5話、第7話～第9話（1989年） - 鳥海坊
- 唖侍 鬼一法眼（1974年、NTV / 勝プロ）
  - 第15話「消えた賞金稼ぎ」 - 松王
  - 第23話「寒椿慕情」 - 平木又蔵
- 水滸伝 第13話「荒野の三兄弟」、第14話「決戦・祝家荘」（1974年、NTV / 国際放映） - 祝虎
- 隠密剣士 突っ走れ! 第8話「爆弾人間を倒す信太郎」（1974年、TBS / 宣弘社） - 黒入道
- ザ・ボディガード 第5話「喪服の女に手を出すな」（1974年、NET / 東映）
- 右門捕物帖（1974年、NET / 東映）
  - 第6話「裏切り」
  - 第31話「切腹」
- バーディ大作戦　第24話「警官ギャング」（1974年、TBS / 東映）
- 傷だらけの天使 第12話「非情の街に狼の歌を」（1974年、NTV / 東宝） - 殺し屋
- 太陽にほえろ! （NTV / 東宝）
  - 第137話「ありがとう、テキサス坊や」（1975年） - 山荘管理事務所事務員
  - 第200話「すべてを賭けて」（1976年） - 伊藤伸夫
  - 第233話「狙撃」（1977年） - 運転手（殺し屋）
  - 第388話「ゴリラ」（1980年） - 階段で逮捕される男
  - 第418話「ルポライター」（1980年） - 響組幹部
  - 第581話「逃げない男」（1983年） - 小池
- 長崎犯科帳 第4話「彼奴は医者か殺し屋か」（1975年、NTV / ユニオン映画）
- ザ★ゴリラ7 第8話「誇り高き脅迫者」（1975年、NET / 東映）
- 賞金稼ぎ 第10話「プロファイターの掟」（1975年、NET / 東映 / 若山企画）
- 破れ傘刀舟 悪人狩り 第49話「火刑台の魔女」（1975年、NET / 三船プロ） - 沢野陣十郎
- 新宿警察 第1話「新宿24時」（1975年、CX / 東映） - 誠和興業幹部
- 燃える捜査網 第12話「土曜日を待て」（1976年、NET / 東映） - 岩井
- 必殺シリーズ（ABC / 松竹）
  - 必殺仕置屋稼業 第27話「一筆啓上大奥が見えた」（1976年） - 戸田左近
  - 新・必殺仕置人 第10話「女房無用」（1977年） - 藤七
  - 翔べ! 必殺うらごろし 第8話「足の文字は生れた時からあった」（1979年） - 長次
  - 必殺仕事人 第50話「嘘技無用試し斬り」（1980年） - 津山玄造
  - 必殺仕舞人 第4話「江差追分母娘の別れ」（1981年）- 勝造
  - 必殺仕事人III 第16話「饅頭売って稼いだのはお加代」（1983年） - 頑天
  - 必殺まっしぐら! 第7話「相手は徳島剣山の暴力修験者」（1986年） - 俊源
- 大江戸捜査網 第236話「殺しの陰謀」（1976年、12ch / 三船プロ） - 道場主・諸星
- 子連れ狼 第3部 第2話「お乳母日傘」（1976年、NTV / ユニオン映画） - 金剛
- ベルサイユのトラック姐ちゃん 第18話「京都の恋に裸はぬれる」（1976年、NET / 東映） - ヤクザ
- 人魚亭異聞 無法街の素浪人 第19話「華麗なる目撃者」（1976年、NET / 三船プロ） - 新田
- 遠山の金さん 第1シリーズ 第47話「奉納絵馬 呪いの祝い唄」（1976年、NET / 東映）
- Gメンシリーズ（TBS）
  - Gメン'75（東映）
    - 第52話「唇の中の拳銃」（1976年） - 熱海署刑事
    - 第84話「三本指の刑事」（1976年） - 二本松
    - 第138話「複顔術」（1978年） - 尾崎
    - 第172話「大空のギャング」、第173話「大空からの脱出」（1978年） - 運び屋
    - 第311話「裸の女の死体を運ぶ刑事」（1981年） - 梅津五郎

  - Gメン'82 第6話「サラ金に来た雨合羽の男」（1982年、近藤照男プロ） - 松永寅夫
- 桃太郎侍（NTV / 東映）
  - 第21話「浮世絵の女」（1977年） - 国友鉄二郎
  - 第93話「絵馬堂の家出軍団」（1978年） - 平塚玄蕃
  - 第191話「人情まわり舞台」（1980年）- 権次
  - 第208話「松竹梅 晴れて旅立ち」（1980年）
  - 第245話「涙ボロボロ唐辛子」（1981年）
- 新・座頭市 第1シリーズ 第27話「旅人の詩」（1977年、CX / 勝プロ）
- 大都会 PARTII 第13話「俺の拳銃」（1977年、NTV / 石原プロ） - 明石（針尾組幹部）
- 銭形平次（CX / 東映）
  - 第607話「岡っ引きの女房」（1978年） - 源次
  - 第695話「必死の逃亡」（1979年） - 番頭喜兵ヱ
  - 第727話「刈干切唄」（1980年） - 弥太五郎
  - 第787話「同心青柳伸之介死す!」（1981年） - 浪人
- 暴れん坊将軍（ANB / 東映）
  - 吉宗評判記 暴れん坊将軍
    - 第8話「黒い十手を握る男」（1978年） - 同心
    - 第116話「死んで花実の咲いたやつ」（1980年） - 八田伝内
    - 第156話「子連れじょんがら無念流」（1981年） - 田所軍十郎
    - 第177話「鬼同心が哭いた朝」（1981年） - 市松

  - 暴れん坊将軍II
    - 第36話「危機一髪! 皆殺し砦」（1983年） - 三枝玄一郎
    - 第47話「天下御免のじゃじゃ馬馴らし」(1984年) - 小宮山主悦
    - 第68話「いま、ひと夏のいのち唄!」（1984年） - 由造
    - 第91話「春に出初めの木遣り唄!」（1985年） - 甚太
    - 第129話「男の約束! 紀州の海鳴り」（1985年） - 長坂彦兵衛
    - 第143話「悲願! お小夜アイヤぶし」（1986年） - 猪熊
    - 第168話「小判を拾った幽霊娘!?」（1986年） - 用心棒・松原
    - 第186話「友情! 決死の砂丘脱出」（1987年） - 玉森小太夫

  - 暴れん坊将軍III
    - 第11話「河原の黄金を盗んだ奴!」（1988年） - 伝次
    - 第40話「吉宗が怒った役人天国!」（1988年） - 野村陣十郎
    - 第70話「め組の結婚騒動!」（1989年） - 山崎平太郎
    - 第71話「大暴れ! 但馬のヤッサ神輿」（1989年） - 松永軍十郎
    - 第90話「花嫁の父は殺人者?!」（1989年） - 斉藤与左衛門
    - 500回SP「将軍琉球へ渡る 天下分け目の決闘」（1990年）- 薩摩藩士

  - 暴れん坊将軍IV
    - 第24話「汚名を晴らした恋女房」（1991年） - 吉川彦四郎
    - 第42話「女賞金稼ぎ子連れ旅!」（1992年） - 赤松の仙造
    - 第64話「父の敵は愛しの人!」（1992年） - 橘屋源蔵

  - 暴れん坊将軍V
    - 第1話「大雪原の血煙り、吉宗を愛した復讐鬼!」（1993年） - 久我軍四郎
    - 第26話「刃傷! 慕情消えやらず」（1993年） - 矢野
    - 第43話「天下を正した切腹訴状」（1994年） - 中根金吾

  - 暴れん坊将軍VI
    - 第1話「吉宗潜入! 謀略の城 偽将軍宣下を阻止せよ!」（1994年） - 南原監物
    - 第22話「しっかり女房、降参する」（1995年） - 荒木九十郎
    - 第38話「名探偵! 新井白石」（1995年） - 後藤庄次郎

  - 暴れん坊将軍VII 第9話「吉宗よ、誰が為に泣く」（1996年） - 聖天の吉蔵
  - 暴れん坊将軍VIII 第16話「弟よ 江戸に来た姉の想い」（1998年） - 玄徳
  - 暴れん坊将軍IX 第17話「乙女の叫び 私の命をさしあげます!」（1999年） - 白鷺の伝蔵
- 熱中時代 (NTV)
  - 刑事編 第22話「七つの顔の悪党」（1979年） - 屈強な男
  - 教師編 第2シリーズ 第3話「早くも恐怖の通信簿」・第4話「家庭訪問トラブル・ノート」（1980年） - 大沢
- 影の軍団シリーズ（KTV / 東映）
  - 服部半蔵 影の軍団 第13話「真夜中の美女」（1980年）- 一郎太
  - 影の軍団II（1981年 - 1982年） - 黒岩幻斎
  - 影の軍団IV 第12話「地中にうごめく夜の蜘蛛」（1985年） - 陣内
- 大捜査線 第3話「蝶は舞った」（1980年、CX / ユニオン映画） - 成瀬
- 悪党狩り 第4話「夜叉と菩薩の谷間」（1980年、TX / 松竹 / 藤映像コーポレーション） - 佐平次
- 特命刑事 第2話「脱獄」（1980年、NTV / 東映） - 西本看守長
- 長七郎天下ご免!（テレビ朝日）
  - 第44話「恋も一途の仇討奉公」（1980年）- 佐々山大膳
  - 第90話「参上!薪割り剣法」（1981年）- 青木源心
- 柳生あばれ旅 第22話「娘忍者が燃えた -関-」（1981年、ANB / 東映） - 龍達
- 時代劇スペシャル（CX）
  - 日本犯科帳・隠密奉行 金沢篇（1981年、中村プロ） - 一貫
  - 丹下左膳 剣風! 百万両の壺（1982年、映像京都） - 風間一角
  - 裏切りの報酬 追放者・九鬼真十郎（1983年、国際放映）
- 竜馬がゆく（1982年、TX / 中村プロ） - 沢村惣之丞
- 火曜サスペンス劇場 / 黒いカーテン（1982年、NTV）
- 松平右近事件帳 第15話「酔いどれ女と藪太郎」（1982年、NTV / ユニオン映画）-不動丸
- 海にかける虹〜山本五十六と日本海軍（1983年、TX / 東映）
- ザ・ハングマンシリーズ（ABC / 松竹芸能）
  - 新ハングマン 第18話「服役者の妻を犯す警察署長」（1983年） - 垣内功一（城西署刑事）
  - ザ・ハングマン4 第25話「痛快ダブルハンギング!! さようならありがたや節」（1985年） - 富国新風会幹部（望月の部下）
  - ザ・ハングマンV 第7話「凶悪脱走犯が温泉宿に立てこもった!」（1986年） - 脇田孝三
- 長七郎江戸日記 第1シリーズ 第30話「剣客有情」（1984年、NTV）- 茨木軍兵衛
- 新・大江戸捜査網  第11話「暴走娘 涙の五千両」（1984年、TX / ヴァンフィル） - 勝造
- 大岡越前 第8部 第4話「万病治した娘の真心」（1984年、TBS / C.A.L） - 十造
- 遠山の金さん (高橋英樹版)（テレビ朝日）
  - パート1
    - 第87話 「意外! 早田彦十郎が結婚サギ師!!」（1984年）
    - 第102話 「前代未聞! 凧が女性の敵を殺した!?」（1984年）- 常三
    - 第126話 「闇の女元締・唐獅子のお駒!」（1985年）

  - パート2 第2話 「神田川伝説! 女ひとすじ友禅模様!」（1985年）- 宗助
- 銀河テレビ小説 / ときめき ああ青函連絡船（1986年、NHK）
- 三匹が斬る! 第4話「赤トンボ、花嫁行列通りゃんせ」（1987年、テレビ朝日）- 乾 名奉行 遠山の金さん（ANB / 東映）
  - 第1シリーズ 第18話「二つの顔の仕事人」（1988年9月22日） - 坂田伝八
  - 第2シリーズ 第8話「恋女房が危ない! べに花の秘密」（1989年7月20日） - 玄雲
  - 第4シリーズ
    - 第5話「二度誘拐された娘」（1991年12月12日） - 覚全
    - 第26話「ニセ鼠小僧が覗いた完全犯罪」（1992年） - 暗闇の弥藤次

  - 第5シリーズ（1993年）
    - 第9話「花嫁に化けた女目明し」 - 寅辰
    - 第30話「恐怖!地震があばいた悪の顔」 - 鮫島弥十郎

  - 第6シリーズ（1994年）
    - 第2話「堅ぶつ侍と不良母」 - 喜代蔵
    - 第18話「幽霊に惚れた同心」 - 左平次

  - 第7シリーズ（1995年）
    - 第9話「謎の銃声! 女は待っていた」 - 木村連三郎
    - 第12話「消えた五千両! 棺桶を作る女」 - 法念坊
- お江戸捕物日記 照姫七変化 第3話「大奥炎上騒動!」（1990年、CX / 東映） - 陶半兵衛
- 大型時代劇スペシャル / 素浪人無頼旅（1991年・1992年、ANB / 東映）
- 春の時代劇スペシャル / 桃太郎侍 狙われた将軍の首（1992年、ANB / 東映）
- 将軍家光忍び旅II 第6話「妻籠哀しや! おさと観音」（1992年、ANB / 東映）- 覚雲
- 銭形平次 第5シリーズ 第5話「隠された真実」（1995年、CX / 東映） - 長蔵
- 子連れ狼 第7話「なみだ糸 母の愛を知った大五郎」（2002年、ANB / 東映） - 岡崎伝兵衛

など

### 演劇
- 八代亜紀 特別公演 / 昭和疾風 おんな節（1983年、新宿コマ劇場）
- ミュージカル / その男 ゾルバ（1993年、新宿コマ劇場〜劇場飛天〜名鉄ホール） - マノラカス
- 藤田まこと 特別公演 / 必殺仕事人（1997年、新宿コマ劇場）
- 北島三郎 特別公演 / 幡随院長兵衛（2004年、梅田コマ劇場）
- 北島三郎 特別公演 / あばれ無法松（2007年、博多座）

など